# Песчанская икона Божией Матери
Песча́нская ико́на Бо́жией Ма́тери — чудотворная икона Богородицы, явившаяся в 1754 году в городе Изюм святителю Иоасафу, епископу Белгородскому. В настоящее время оригинал иконы или его список находится в Вознесенском соборе Изюма. Празднование иконе совершается 8 (21) июля.

## Обретение иконы

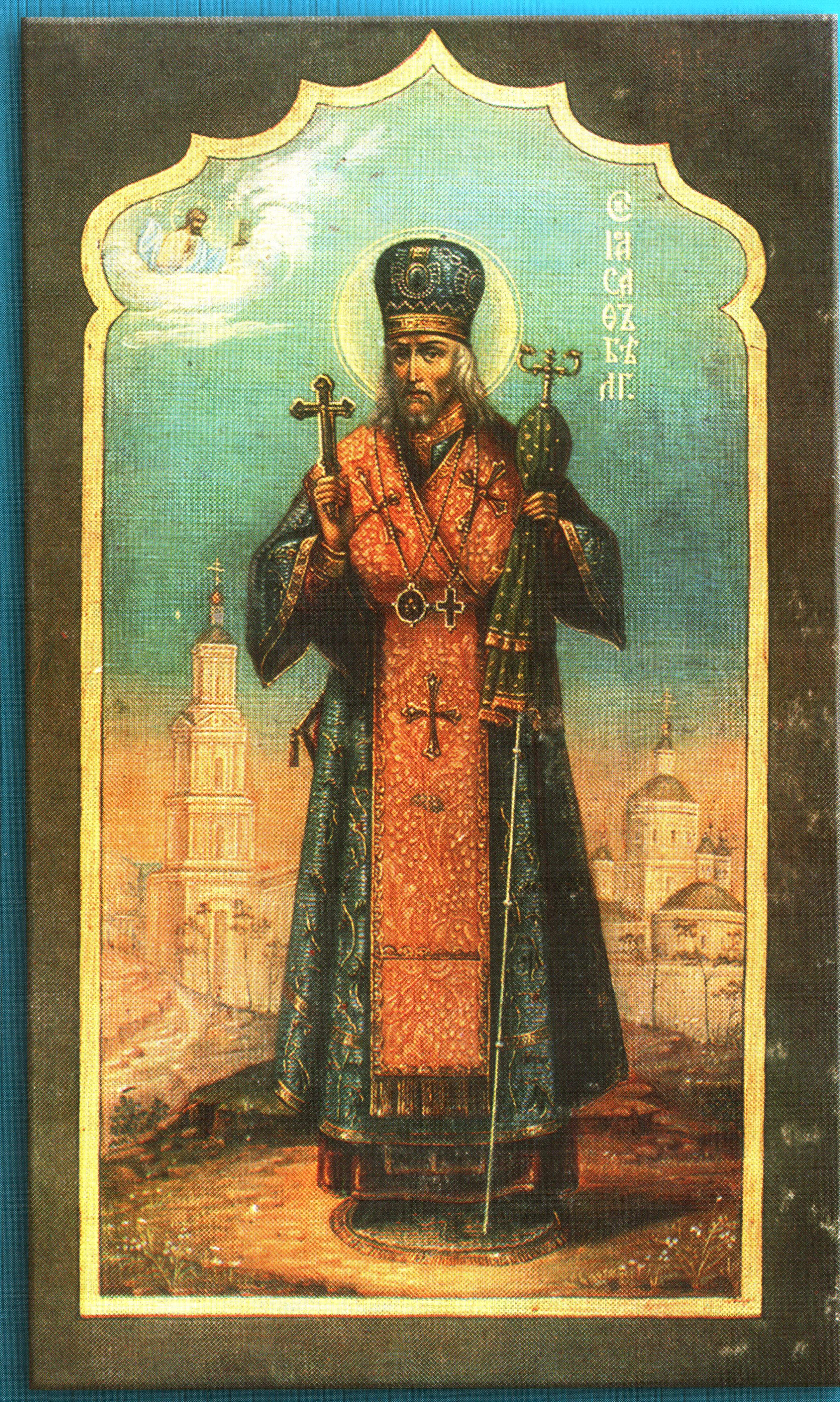
Святитель Иоасаф, епископ Белгородский

История обретения этой иконы связана с жизнью святителя Иоасафа Белгородского. Согласно сказанию, в 1754 году, незадолго до своей кончины, святитель Иоасаф увидел во сне, как он в одной из церквей в притворе на куче мусора нашел икону Богоматери с Младенцем, от которой исходило сияние. Также он услышал: «Смотри, что сделали с ликом Моим служители сего храма. Образ Мой назначен для страны сей источником благодати, а они повергли его в сор». Затем он действительно обнаружил увиденную во сне икону в Вознесенской церкви в предместье «3амостье» города Изюм Харьковской губернии. Икона служила в притворе перегородкой, за которую ссыпали уголь для кадила. Он долго с умилением смотрел на святую икону, потом, осенив себя крестным знамением, пал перед ней на колени и громко произнёс: «Царице Небесная! Прости небрежность Твоих служителей, не ведят бо, что творят». Потом, сделав благочинному замечание за такое небрежное отношение к святыне, сказал: «Почему этот образ не поставлен на лучшем месте? В сем образе преизобилует особенная благодать Божия: в нём Пресвятая Владычица являет особое знамение Своего заступничества для сей веси и целой страны», — и тут же приказал поставить эту икону в более приличном месте. Благочинный в оправдание заметил, что в церкви много икон от старого иконостаса, которым нет места. По повелению святителя икона была помещена в киот в храме. Святитель Иоасаф прожил в Изюме более трёх дней и ежедневно утром и вечером приходил в Вознесенскую церковь молиться перед образом Божией Матери.

## Чудесная помощь от иконы
В 1792 году Вознесенская церковь вместе с находящейся в ней иконой была перенесена из Замостья в село Пески около Изюма. В связи с этим икона  получила название «Песчанская». Весть об её обретении распространилась между жителями Изюма и других городов. К чудотворной иконе стали стекаться толпы богомольцев, так что священник не успевал служить молебны.
Сохранились свидетельства о чудесах. В 1800 году от Песчанской иконы произошло воскрешение мертвого ребенка, будущего полковника Петра Степановича Гелевского, на глазах его родителей и множества людей. Это событие было засвидетельствовано духовенством храма.
Однажды со стороны благочинного соборного протоиерея Иосафа Погорлевского последовало запрещение на молебные пения перед иконою. Вскоре он заболел мучительной болезнью: судорогами жил и корчами всех членов. Осознав свою вину и раскаявшись, Погорлевский был вынужден просить прощения и исцеления своей болезни у Богородицы. После этого его положили перед Песчанской иконой. По окончании молебна он почувствовал облегчение и через несколько дней выздоровел.
В 1830 году после молебна и крестного хода с Песчанской иконой была остановлена эпидемия холеры в городе Изюме и его окрестностях. Жители поместили икону на городской площади и отслужили перед ней молебен. Потом с нею обошли все улицы и дома и болезнь отступила. Спустя четверть века в этих местах снова появилась холера и снова болезнь отступила после молебна перед Песчанской иконой.

## Песчанская икона и судьба России
В воспоминаниях князя Николая Жевахова, описывается, что в 1912 году святитель Иоасаф Белгородский явился в видении одному полковнику, который сообщил о грядущих на Россию бедствиях со словами о необходимости всеобщего покаяния. В 1914 году после начала Первой мировой войны святитель снова явился этому полковнику, сказав, что только одна Божия Матерь может спасти Россию. Он повелел доставить Песчанскую икону Божией Матери на фронт вместе с Владимирским образом, которая находилась над мощами святителя Иосафа в Белгороде. Святитель сказал, что пока иконы там будут находиться, до тех пор милость Господня не оставит Россию и с иконами надо пройти по линиям фронта. Однако когда полковник смог добраться до столицы ему сначала никто не поверил. Только члены Братства святителя Иосафа Белгородского А. И. Маляревский и князь Н. Д.  Жевахов поверили его рассказу.
Добившись личного распоряжения государыни Александры Федоровны, князь Жевахов повез иконы в ставку. Многолюдные крестные ходы сопровождали путь поезда из Харькова. Однако совсем по иному были встречены иконы в Могилеве, где находилась ставка Верховного Главнокомандующего, куда иконы прибыли 4 октября 1915 года. Крестного хода не было, государю Николаю II о прибытии поезда из Харькова не докладывали, а князю было заявлено, что в ставке некогда заниматься пустяками. Однако, короткая встреча князя Жевахова с государем произошла, после чего иконы были оставлены в ставке на несколько месяцев до конца 1915 года, но крестного хода с ними по линии фронта не состоялось. Князь писал, что во время пребывания икон в ставке поражений не было, а наоборот, одерживались победы. Будучи отвергнутой, Песчанская икона покинула ставку 15 декабря 1915 года. Жевахов отвез икону обратно в Изюм. 29 декабря 1915 года началось масштабное финансирование немцами свержения государственного строя в России и кампания по деморализации армии, которое привело к гибели империи.
Князь Жевахов утверждал, что икона таинственными путями ушла из Изюма в Европу к неким богоизбранным людям и явится в свое время. Однако существует предположение, что Песчанская икона не покидала Украину и находится в Вознесенском соборе Изюма.

## Современность
В 1990-е годы к протоиерею Николаю Гурьянову из Канады приехал некий человек со списком Песчанской иконы. С Песчанской иконой старец благословил облететь границы России. В 1999 году Песчанская икона (список из Канады) специальным рейсом облетела границы России.
С 2 по 5 октября 2008 года вокруг Харькова был проведен многотысячный крестный ход с чудотворной Песчанской иконой Богоматери и иконой царя-мученика.